# Иодат никеля(II)
Иодат никеля(II) — неорганическое соединение,
соль никеля и иодноватой кислоты
с формулой Ni(IO3)2. Представляет собой жёлтые, иногда зелёные кристаллы. Слабо растворяется в воде,
образует кристаллогидраты.

## Получение
- Реакция нитрат никеля(II) и иодноватой кислоты с добавками азотной кислоты:

{\displaystyle {\mathsf {Ni(NO_{3})_{2}+2HIO_{3}\ {\xrightarrow {HNO_{3}}}\ Ni(IO_{3})_{2}+2HNO_{3}}}}

## Физические свойства
Иодат никеля(II) образует жёлтые кристаллы. 
Образует кристаллогидраты состава Ni(IO3)2•n H2O, где n = 1, 2, 3, 4 и 6 — зелёные кристаллы.
Кристаллогидрат состава Ni(IO3)2•2H2O образует кристаллы
ромбической сингонии,
пространственная группа P bca,
параметры ячейки a = 0,914986 нм, b = 1,220896 нм, c = 0,658353 нм, Z = 4.
.

## Химические свойства
Разлагется при температуре ≈ 520 °C на оксид никеля, кислород и йод: {\displaystyle {\ce {2Ni(IO3)2 ->[t] 2NiO + 2I2 + 5O2}}}
Разлагается сильными кислотами.
Проявляет окислительные свойства. 

## Применение
Вещество имеет лишь исследовательскую ценность. 